# (36199) 1999 TD93
1999 TD93 (asteroide 36199) é um asteroide da cintura principal. Possui uma excentricidade de 0.19185760 e uma inclinação de 14.94489º.
Este asteroide foi descoberto no dia 2 de outubro de 1999 por LINEAR em Socorro.